# Abd al-Rahman al-Sharqawi
Abd al-Rahman al-Sharqawi (àrab: أحمد عبد الرحمن الشرقاوي, Aḥmad ar-Raḥmān ax-Xarqāwī) (Governació de Menufeya, 10 de novembre de 1920 – el Caire, 1987) fou un escriptor egipci. És considerat un dels creadors de la novel·la moderna àrab.
Va estudiar a la Facultat de Dret de la capital abans de treballar en el periodisme. Va aconseguir la fama amb la seva primera novel·la, Al-Ard (1954), considera un clàssic de la literatura àrab moderna. En un estil realista, representa la difícil vida dels camperols d'un llogaret del Delta del Nil i els problemes amb les autoritats que volen construir una carretera que travessaria les seves terres. El director de cinema Youssef Chahine va adaptar cinematogràficament la novel·la el 1969, fet que va contribuir a la difusió del llibre a tot el món àrab.
Abd al-Rahman al-Sharqawi és un dels principals intel·lectuals egipcis que van utilitzar la plataforma que els oferia el periodisme per difondre idees, predicant a favor de la democràcia i la igualtat entre els ciutadans. Va veure favorablement la revolució que va posar fi a la monarquia egípcia el 1952, però després es va apartar dels nous líders, decebuts per la deriva autoritària del nou règim que va suprimir els partits polítics i es va erigir en el culte a la personalitat al voltant del president Gamal Abdel Nasser.
Després va conrear al teatre, escrivint algunes de les primeres peces de la dramatúrgia egípcia en utilitzar llenguatge modern i proper a la llengua parlada, tot i que encara en vers. Entre les seves peces més famoses destaquen: Ma'sâa jamila (1962), Al-Fata Mahran (1965) i Al-Husseyn tha'iran, la representació de la qual va ser prohibida. També va escriure una segona novel·la, Ach-Chawari al-Khalfiya (1959) i diversos assajos de temàtica religiosa.
Abd al-Rahman al-Sharqawi ha estat guardonat amb diversos premis per part del govern egipci, malgrat les seves diferències d'opinió amb el règim. El 1979 va ser un dels guanyadors del Premi Lenin de la Pau entre els pobles en reconeixement pel realisme socialista de la seva novel·la més famosa.